# Brummer (ätt)
Brummer är i Sverige, Finland och Brasilien en adlig ätt från det historiska Livland, vilken ursprungligen härstammar från Niedersachsen. Ätten är känd sedan 1529 genom pantgodsinnehavaren Wolmar Brummer, som bodde i Wierland, Livland. Denne avled före 1545. Två andra på livländska riddarhuset upptagna släkter Brummer skall ha funnits, den ena med havrehalm, den andra med vargkrokar i vapnet.

## Sverige
Ätten introducerades på Sveriges riddarhus 1723 med nummer 1772 en annan gren introducerades 1731 med nummer 1855.

## Baltisk adel
Ätten var inskriven på liv- och estländska riddarhusen under nr 117 och 170, där den skrev sig von Brummer. En gren av den på livländska riddarhuset intagna ättegrenen, vilken överflyttat till Finland, har, sedan den bevisat sitt gemensamma ursprung med den därursprungligen immatrikulerade ätten, vars siste manlige medlem avled 1884, genom kejserlig resolution 1870-02-28 intagits under dennas nummer och fortlever ännu.

## Finland
Ätten inskrevs 1818 på Finlands riddarhus som nummer 112. Denna gren fortlever numera endast i Brasilien och Sverige men är inte introducerad på Sveriges Riddarhus.